# Кубок Саудовской Федерации футбола
Кубок Саудовской Федерации футбола — футбольный турнир в Саудовской Аравии, разыгрывается с 1975 года. Победитель Кубка принца Фейсала получает право участвовать в Саудовском кубке чемпионов, если же победитель уже получил это право ранее, тогда его место в Кубке чемпионов занимает финалист. В 2002 году турнир был реорганизован в Кубок принца Фейсала бин Фахда, но в 2007 году снова вернулся к традиционной схеме.

## Победители и финалисты
- 1975/76: Аль-Наср 1-0 Аль-Ахли
- 1976—1985: судя по всему, не проводился
- 1985/86: Аль-Иттихад 0-0 Аль-Хиляль [3-2]*
- 1986/87: Аль-Хиляль 2-0 Аль-Иттифак
- 1987/88: Аль-Шабаб 2-1 Аль-Иттихад
- 1988/89: Аль-Шабаб 1-1 Аль-Ахли [4-3]*
- 1989/90: Аль-Хиляль 1-0 Аль-Кадисия
- 1990/91: Аль-Иттифак 2-1 Аль-Ахли
- 1991/92: неизвестно (не проводился?)
- 1992/93: Аль-Хиляль 0-0 Аль-Кадисия [5-4]*
- 1993/94: Аль-Кадисия 2-0 Аль-Наср
- 1994/95: Эр-Рияд 3-2 Аль-Иттифак
- 1995/96: Аль-Хиляль 4-2 Аль-Иттифак
- 1996/97: Аль-Иттихад 3-1 Аль-Ахли
- 1997/98: Аль-Наср 2-1 Аль-Иттихад
- 1998/99: Аль-Иттихад 1-0 Аль-Шабаб
- 1999/00: Аль-Хиляль 2-1** Аль-Шабаб
- 2000/01: Аль-Ахли 0-0 Аль-Наср [6-4 (?)]*
- 2001/02: Аль-Ахли
- 2002/03: Аль-Иттифак 4-3** Аль-Ахли
- 2003/04: Аль-Иттифак 1-1** Аль-Хиляль [5-4]*
- 2004/05: Аль-Хиляль 2-1 Аль-Иттифак
- 2005/06: Аль-Хиляль 2-0** Аль-Ахли
- 2006/07: Аль-Ахли 3-0 Аль-Иттихад
- 2007/08: Аль-Наср 2-1 Аль-Хиляль
- 2008/09: Аль-Шабаб

* — по пенальти
** — в дополнительное время

## Титулы
| Клуб        | Титулы |
| ----------- | ------ |
| Аль-Хиляль  | 7      |
| Аль-Наср    | 3      |
| Аль-Иттихад | 3      |
| Аль-Иттифак | 3      |
| Аль-Ахли    | 3      |
| Аль-Шабаб   | 3      |
| Аль-Кадисия | 1      |
| Эр-Рияд     | 1      |